# Andrew Cole
Andrew Alexander „Andy” Cole (Nottingham, 1971. október 15. –) angol labdarúgó, csatár.
1988 és 2008 között 20 éven át futballozott profi szinten, melynek során több, az angol első osztályban játszó csapatnál is megfordult. A Manchester United FC színeiben hat szezont töltött el, melynek során kilenc trófeát nyert, ebből öt Premier League bajnoki címet, valamint FA-kupát és az UEFA-bajnokok ligáját 1999-ben.
A Manchester United és a Newcastle United mellett játszott az Arsenal, a Blackburn Rovers, a Fulham, a Manchester City, a Portsmouth és a Sunderland csapataiban is az első osztályban, míg alacsonyabb szinten a Bristol Cityt, a Birmingham Cityt, a Burnleyt és a Nottingham Forestet is képviselte. A Premier League történetének negyedik legsikeresebb gólszerzője, 187 találattal, és sokáig tartotta a rekordot a legtöbb gólért (34) egy 42-mérkőzéses szezonban. Ezek mellett ő szerezte meg leggyorsabban az 50 gólt a bajnokságban (65 mérkőzés). 1994-ben a Premier League gólkirálya lett. Ugyanebben a szezonban a bajnokság történetének első játékosa lett, aki a legtöbb gól mellett a legtöbb gólpasszt is adta ugyanabban az évadban.
Minden angol trófeát elnyert legalább egyszer, illetve magának tudhatja az első számú európai kiírást is. A válogatottban 15 alkalommal szerepelt és egy gólt szerzett.

## Magánélete
2017-ben veseátültetésen esett át. Fia, Devante Cole szintén labdarúgó.